# Dubaŭljany
Dubaŭljany (belarusiska: Дубаўляны) är en by i Belarus. Den ligger i voblasten Minsks voblast, i den centrala delen av landet, 11 km norr om huvudstaden Minsk. Dubaŭljany ligger 251 meter över havet och antalet invånare är 294.

## Natur och klimat
Terrängen runt Dubaŭljany är huvudsakligen platt. Dubaŭljany ligger uppe på en höjd. Runt Dubaŭljany är det mycket tätbefolkat, med 5 021 invånare per kvadratkilometer.. Närmaste större samhälle är Mіnsk, 11,3 km söder om Dubaŭljany.
Omgivningarna runt Dubaŭljany är en mosaik av jordbruksmark och naturlig växtlighet.